# Leonard Mann
Leonardo Manzella, más conocido como Leonard Mann, (Albion, Nueva York, 1 de marzo de 1947) es un actor italo-estadounidense. Interpretó numerosos papeles principales entre 1969 y 1989, especialmente en spaghetti westerns y filmes policíacos.
Fue descubierto por el productor de cine Manolo Bolognini mientras caminaba a lo largo de la Via Veneto de Roma y Bolognini, impresionado por su rostro que le recordaba al de Franco Nero y Terence Hill, de inmediato lo puso en pantalla, lanzando su carrera con el papel principal de Sebastián Carrasco en el western Tierra de gigantes (Il pistolero dell'Ave Maria, 1969) dirigido por Ferdinando Baldi.

## Filmografía seleccionada
- Il pistolero dell' Ave Maria (Tierra de gigantes) (1969)
- La puerta del infierno (1970)
- El Cristo del océano (1971)
- La venganza es un plato que se sirve frío (1971)
- The Marshal of Windy Hollow (1972)
- El cuerpo (1974)
- Renata (1974)
- La polizia interviene: ordine di uccidere  (1976)
- Napoli spara! (1977)
- Esposa amante (1977)
- La malavita attacca. La polizia risponde.  (1977)
- Indagine su un delitto perfetto (1978)
- Humanoide (1979)
- Los ángeles de Charlie (Serie de TV, 1 episodio) (1979)
- Night School (1981)
- Copkiller (1983)
- Infielmente tuya (1984)
- Inferno in diretta (1985)
- Flores en el ático (1987)
- Posesión alucinante (1989)
- L'ultima emozione (1989)